# Henning Meyer
Henning Meyer (* 1978 in Lebach) ist ein deutscher Sozialwissenschaftler. Er ist Honorarprofessor für Public Policy and Business an der Eberhard Karls Universität Tübingen und stellvertretender Vorsitzender der Grundwertekommission der SPD.

## Ausbildung
Henning Meyer ist im saarländischen Lebach geboren, in Weiskirchen aufgewachsen und hat in Wadern sein Abitur absolviert. Nach einem Grundstudium der Politikwissenschaften und Anglistik an der Universität Trier schloss Meyer 2001 mit einem MA in British and European Politics and Government an der London Guildhall University ab und wurde 2008 an der London Metropolitan University promoviert.
Anschließend absolvierte er 2011 einen Executive MBA Studiengang an der London Metropolitan University, 2015 einen MSc in Finance (Economic Policy) an der University of London und 2017 ein Diploma in Global Business an der University of Oxford. In Oxford erhielt Meyer zudem zwei Said-Preise als bester Gesamtstudent und für das beste Projekt in Global Business.

## Beruflicher und wissenschaftlicher Werdegang
Von 2006 bis 2010 war Meyer (Senior) Research Fellow und Head of the European Programme am Global Policy Institute London. In 2007 war er zudem Visiting Fellow an der School of Industrial and Labor Relations (ILR) an der Cornell University. Von 2010 bis 2011 war er Senior Visiting Fellow am LSE Global Governance Centre, London School of Economics and Political Science. In geschäftsführender Tätigkeit war Meyer ab 2010 für die New Global Strategy Ltd. sowie ab 2011 für Social Europe Ltd. aktiv.
Von 2011 bis 2013 war Meyer Senior Visiting Fellow am LSE Government Department, London School of Economics and Political Science. Im Jahr 2017 ging Meyer als John F. Kennedy Memorial Policy Fellow ans Minda de Gunzburg Center for European Studies und der Harvard University. Anschließend war er bis 2018 Visiting Fellow am Centre for Business Research, Judge Business School, University of Cambridge.
Im Jahr 2018 zog Meyer aus England zurück nach Deutschland, wo er als Experte für Politik, soziale Demokratie, politische Ökonomie, Europäische Union, digitale Technologie, Strategie und Wirtschaft beriet und veröffentlichte. Er gründete 2018 die Social Europe Publishing & Consulting GmbH, wo er mit Unterbrechungen auch als Chefredakteur und Verleger aktiv war und dafür den „.EU Web Award“ erhielt.
Von 2013 bis 2020 war er Research Associate der LSE Public Policy Group der London School of Economics and Political Science.
Von 2020 bis 2022 war er Fellow im Bundesministerium der Finanzen. In dieser Funktion war er zwischen Juni und November 2021 an das Bundeskanzleramt abgeordnet. Hauptsächlich war Meyer in seiner Zeit im BMF und BKAmt mit der Entwicklung und Umsetzung des €2,5 Mrd. Sonderfonds des Bundes für Kulturveranstaltungen vor dem Hintergrund der COVID-19-Pandemie sowie anderer Programme mit ähnlicher Zielrichtung – wie der Neustarthilfe – befasst. 
Von 2022 bis 2024 war Henning Meyer Leiter des Ministerbüros des saarländischen Ministers der Finanzen und für Wissenschaft Jakob von Weizsäcker sowie Abteilungsleiter für strategische Grundsatzfragen und Koordinierung im saarländischen Ministerium der Finanzen und für Wissenschaft.
Aktuell ist er Geschäftsführer der Social Europe Publishing & Consulting GmbH, Research Associate am Centre for Business Research der University of Cambridge, Future World Fellow am Centre for the Governance of Change, IE University sowie stellvertretender Vorsitzender der Grundwertekommission der SPD.
An der Eberhard Karls Universität Tübingen ist Meyer Honorarprofessor für Public Policy und Business. Sein Forschungsinteresse liegt an der Schnittstelle von Politik und Wirtschaft, v. a. in den Feldern Unternehmensstrategie, (digitale) Transformation von Gesellschaft und Wirtschaft sowie Soziale Demokratie.

## Medienauftritte und -publikationen
Meyer veröffentlicht neben akademischen Texten auch in The Guardian, The New York Times, Foreign Affairs , Die Zeit, El Pais, Financial Times, Frankfurter Allgemeine Sonntagszeitung und Süddeutsche Zeitung. Er ist regelmäßig TV-Kommentator zu politischen und wirtschaftlichen Themen auf Nachrichtensendern wie BBC News, Sky News, CNBC, Al Jazeera International, France 24 und SBS Broadcasting Group Australia.

## Veröffentlichungen
Auswahl:
- Economic Policy, Governance and Institutions in Times of Crisis, Global Policy Journal Special Issue, (Hrsg. mit Andreas Klasen), London, 2013[17]
- The future of European social democracy: building the good society. (Hrsg. mit Jonathan Rutherford), Palgrave Macmillan, Basingstoke, ISBN 978-0-230-29093-8[18]
- Die Gute Gesellschaft: Soziale und demokratische Politik im 21. Jahrhundert (mit  Christian Kellermann), Edition Suhrkamp, Berlin, 2013 ISBN 978-3-518-12662-2[19]
- Odd Man Out? Myth and Realities in the British approach to the European Union (Hrsg. mit Brendan Donnelly), Forumpress, London, 2009 ISBN[20] 978-0-955-497599
- Social Europe: A Continent’s Answer to Market Fundamentalism, European Research Forum at London Metropolitan University (Hrsg. mit Detlev Albers und Stephen Haseler), London, 2006. ISBN 978-0-9547448-3-0[21]
- Reshaping Social Democracy: Labour and the SPD in the New Century (Hrsg.mit Stephen Haseler), European Research Forum at London Metropolitan University, London, 2004 ISBN 978-0-9547448-0-9[22]